# Плевня
 Тази статия е за селскостопанската постройка.  За селото в Гърция вижте Плевня (дем Просечен).  
Плевня, плевник или саплък (от на турски, диалект) е постройка, в която обикновено се складира сено, люцерна и друга сушена растителност, с която се хранят тревопасните животни през зимата.
Растителността обикновено е складирана на бали на надстройка в обора, където са животните.
Това се прави в места, където има сурова зима, няма много зелена растителност.
Плевнята обикновено се прави от дървени греди, пръчки и кал или камъни. По-новите са направени от тухли и вар.

## В българската литература
Писателят Чудомир описва в разказа си „Майстор Танко“ строителството на плевник. Плевникът пада, защото както казва майсторът: „С плява трябваше да я напълниш, че да я крепи!“